# Kauboji
Kauboji Saše Anočića kultna je predstava Teatra Exit te jedna od najigranijih i najnagrađivanijih predstava tog kazališta u povijesti. S predstavom Kauboji Teatar Exit obišlo je brojne festivale, a predstava je u osam sezona odigrana više od 400 puta. 
Predstava je osvojila 17 nagrada na raznim prestižnim festivalima, te je jedna od najnagrađivanijih kazališnih predstava u novijoj povijesti hrvatskog kazališta. 
Premijerno je odigrana 6. ožujka 2008. godine, te je od tada gotovo neprestalno na repertoaru postavši hit predstava. 12. veljače 2011. svečano je obilježena 200. izvedba. 2013. godine snimljen je i istoimeni film po ovoj kazališnoj predstavi s istim glumcima u režiji Tomislava Mršića, a film je u distribuciju krenuo svega dva tjedna nakon što je kazališna predstava proslavila svoje 300. izvođenje (22. rujna 2013.). 
400. izvedba proslavljena je 6. ožujka 2015., točno sedam godina od premijere ove kultne predstave.  
500. izvedba odigrana je 11. siječnja 2020. godine. 

## Autorski tim
Autor i redatelj: Saša Anočić

Igraju:	Živko Anočić/Damir Klemenić, Matija Antolić, Hrvoje Barišić, Krunoslav Klabučar, Rakan Rushaidat, Radovan Ruždjak i Ivana Rushaidat

Scenski pokret:	Saša Anočić

Dramaturgija: Saša Anočić i Hana Veček

Scenografija i rekvizita: Margareta Lekić

Kostimografija: Hana Letica

Autori originalnih skladbi: Rakan Rushaidat i Matija Antolić

Dizajn rasvjete: Olivije Marečić

## Nagrade
Nagrada hrvatskog glumišta, 2008.

- najbolja predstava u cjelini

- najbolje redateljsko ostvarenje: Saša Anočić

Plaketa grada Zagreba

- nagrada za najbolju predstavu i najbolje redateljsko ostvarenje

Nagrada "Dubravko Dujšin", 2008.

- za autorstvo predstave: Saša Anočić

Marulićevi dani, 2009.

- nagrada Marul za najbolju predstavu u cjelini

- nagrada Marul za najbolje redateljsko ostvarenje: Saša Anočić

- nagrada Marul za najbolju glumačku izvedbu: Rakan Rushaidat

- nagrada žirija Slobodne Dalmacije za najbolju glumačku kreaciju: Rakan Rushaidat

Festival glumca, 2009. 

- nagrada Fabijan Šovagović za najbolju mušku ulogu: Rakan Rushaidat

- nagrada Ivo Fici za najboljeg mladog glumca do 28 godina: Živko Anočić

Dani satire, 2008.

- Zlatni smijeh - posebno priznanje za skladno autorsko i izvođačko zajedništvo, primjerenu uigranost i vrhunsku discipliniranost u izvedbi predstave: ansambl predstave

- nagrada Ivo Serdar za ulogu najbolje prihvaćenu od publike: Rakan Rushaidat

- nagrada Sabrija Biser najboljem mladom glumcu za uspjelo interpretiranu ulogu karakterne komike: Živko Anočić

Gavelline večeri, 2008.

- ocjenjivački sud 23. Gavellinih večeri dodijelio je posebno priznanje predstavi Kauboji. To je predstava, kako je obrazloženo, razigrana humora, redateljske maštovitosti i glumačke virtuoznosti koja otvara stranicu nova i nadasve originalna izraza u hrvatskom teatru.

25. Međunarodni kazališni susreti, Brčko

- Grand prix festivala za najbolju predstavu u cjelini

- Grand prix festivala za najbolju mušku ulogu: Živko Anočić, Hrvoje Barišić, Krunoslav Klabučar, Rakan Rushaidat i Radovan Ruždjak

Teatar Fest, Banja Luka, 2008.

- nagrada Petar Kočić za najbolju predstavu u cjelini

Outward, 2008.

- Billboard predstave Kauboji u izvedbi agencije Bruketa & Žinić nominiran je za najbolji hrvatski plakat velikog formata 2008. godine